# 東急除夕音樂會
東急除夕音樂會（日语：東急ジルベスターコンサート、とうきゅうジルベスターコンサート、TOKYU SILVESTER CONCERT）是一項自1995/1996年開始，在每年12月31日至1月1日於日本東京都澀谷區Bunkamura舉辦的古典音樂音樂會，亦是東京電視網和BS東視每年的跨年節目，主要贊助商是東急集團。節目名中的「Silvester」是德語「除夕」一詞。

## 外部連結
- 東急ジルベスターコンサート（東急グループ） （页面存档备份，存于）
- 東急ジルベスターコンサート2022 - 2023（テレビ東京） （页面存档备份，存于）